# Abraham Stringel
Abraham Stringel Vallejo conocido simplemente como Abraham Stringel (3 de mayo de 1988, Ciudad de México, México) es un futbolista mexicano de ascendencia colombiana. Juega como lateral derecho.
Su hermano es David Stringel al igual que él es futbolista Colombo-Mexicano, en la actualidad juega como defensa para los Potros UAEM.

## Clubes
| Club                 | País     | Año         |
| -------------------- | -------- | ----------- |
| Indios               | México   | 2009        |
| Correcaminos UAT     | México   | 2010 - 2011 |
| Tigres UANL          | México   | 2011 - 2013 |
| Tecos                | México   | 2013        |
| Atlético San Luis    | México   | 2014        |
| Venados              | México   | 2014        |
| Celaya               | México   | 2015        |
| Cimarrones de Sonora | México   | 2016        |
| Alianza Petrolera    | Colombia | 2017        |

## Palmarés
| Título               | Club        | País   | Año  |
| -------------------- | ----------- | ------ | ---- |
| Torneo Apertura 2011 | Tigres UANL | México | 2011 |